# Zale albovariegata
Zale albovariegata là một loài bướm đêm trong họ Erebidae.